# Kościół Wniebowzięcia Najświętszej Maryi Panny w Grodzisku
Kościół Wniebowzięcia Najświętszej Maryi Panny – rzymskokatolicki kościół parafialny należący do dekanatu Brańsk diecezji drohiczyńskiej.

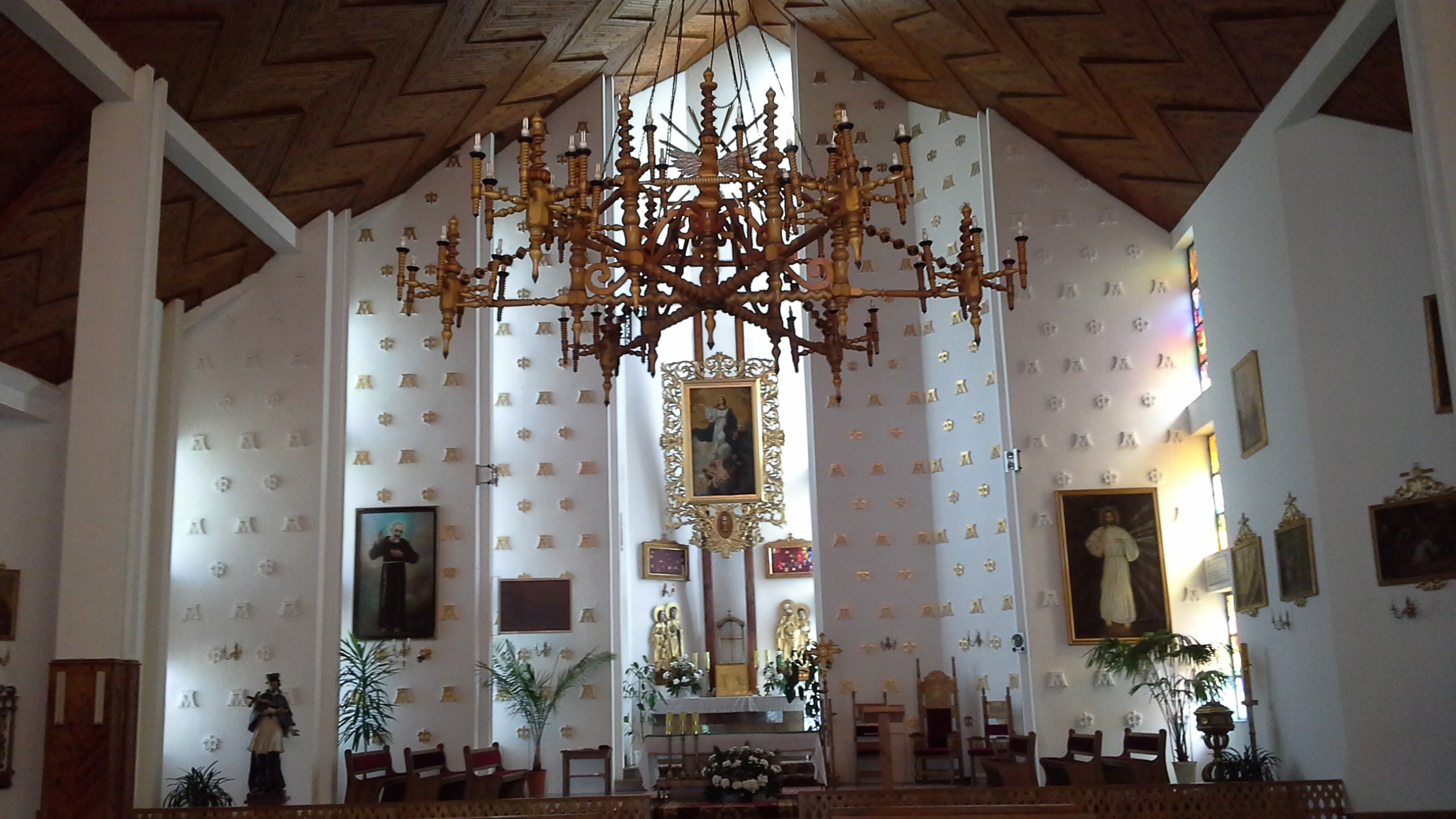
Wnętrze kościoła

Obecna murowana świątynia została wzniesiona w latach 1987–1990, dzięki staraniom księdza prałata Henryka Nowaka, proboszcza parafii w latach 1981–2003, według projektu architektów: inżyniera Andrzeja Adamczuka i inżyniera Stanisława Adama Piluta z Lublina. Kamień węgielny pod budowę kościoła, został poświęcony w dniu 28 maja 1989 roku przez księdza biskupa Władysława Jędruszuka, administratora apostolskiego diecezji pińskiej. Nowa świątynia została konsekrowana w dniu 4 listopada 1990 roku przez wspomnianego wyżej księdza biskupa Władysława Jędruszuka.